# Dolce vendetta (film 1921)
Dolce vendetta (Sweet Revenge) è un cortometraggio muto del 1921 diretto da Edward Laemmle.
Laemmle, qui alla sua sesta regia, era il nipote di Carl Laemmle, il produttore che fondò la Universal.

## Produzione
Il film fu prodotto dall'Universal Film Manufacturing Company.

## Distribuzione
Distribuito dall'Universal Film Manufacturing Company, il film - un cortometraggio in due bobine - uscì nelle sale cinematografiche statunitensi il 13 gennaio 1921.